# Maniquerville
Maniquerville är en kommun i departementet Seine-Maritime i regionen Normandie i norra Frankrike. Kommunen ligger i kantonen Fécamp som tillhör arrondissementet Le Havre. År 2022 hade Maniquerville 420 invånare.

## Befolkningsutveckling
Antalet invånare i kommunen Maniquerville
| Referens: INSEE |